# Kościół Wniebowzięcia Najświętszej Maryi Panny w Lipnie
Kościół Wniebowzięcia Najświętszej Maryi Panny w Lipnie – rzymskokatolicki kościół parafialny w Lipnie, w województwie kujawsko-pomorskim. Należy do dekanatu lipnowskiego. Mieści się przy ulicy Piłsudskiego.

## Architektura i wyposażenie

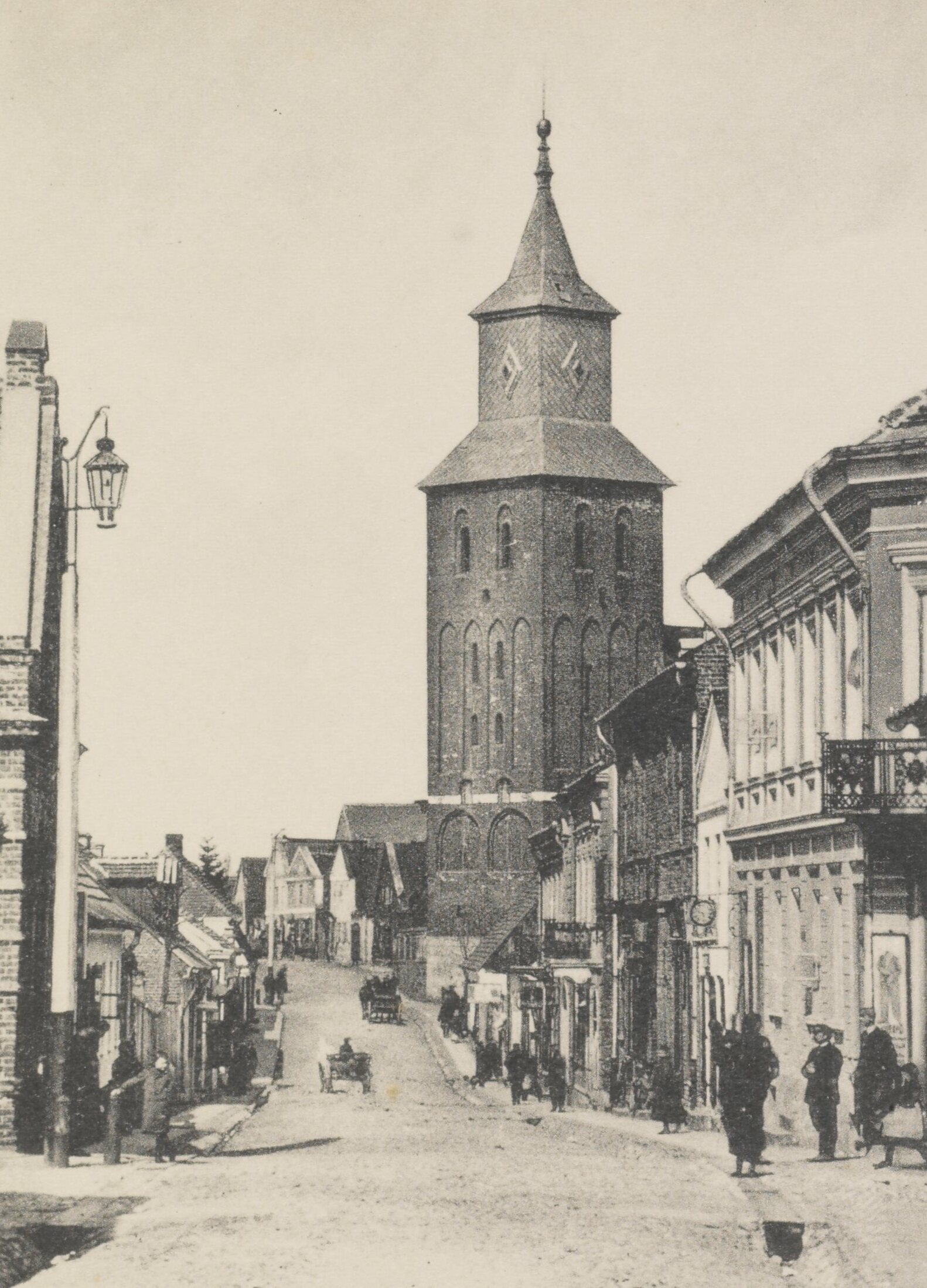
Widok kościoła przed 1908

Świątynia została wybudowana w 1388 roku w stylu gotyckim, zapewne na miejscu wcześniej istniejącej budowli. Zamknięta pod koniec XVIII stulecia, i ponownie otwarta w 1819 roku. Po remoncie cała budowla została obniżona, co spowodowało utratę cech typowych dla stylu gotyckiego. W drugiej połowie XIX stulecia zostały dobudowane kaplice św. Barbary i św. Teresy, przebudowana została kruchta. Okna ostrołukowe w prezbiterium i nawie posiadają witraże. Ołtarz główny został zbudowany w pierwszej połowie XVIII stulecia, i przeniesiony z klasztoru Ojców Bernardynów w Skępem około 1762 roku. Ołtarz jest bogato rzeźbiony a w jego centralnym polu znajduje się obraz Wniebowzięcia Najświętszej Maryi Panny, pędzla Wojciecha Gersona. Ołtarz remontowany był w 1952 i 1975 roku. W świątyni mieszczą się także dwa ołtarze boczne rokokowe z elementami barokowymi z XVIII stulecia. Na północnej ścianie świątyni jest umieszczona tablica pamiątkowa ufundowana przez Zbigniewa Rykaczewskiego, syna Heleny i Leona właścicieli majątku Suszewo, ku czci aresztowanych w dniu 24 października 1939 roku 32 posiadaczy majątków ziemskich z powiatu lipnowskiego, których hitlerowcy zamordowali w Rudau koło Królewca.